# كليفورد هاريسون
كليفورد هاريسون (بالإنجليزية: Clifford Harrison)‏ هو لاعب هوكي الجليد أمريكي، ولد في 30 أكتوبر 1927 في مقاطعة نورفولك في الولايات المتحدة، وتوفي في 15 ديسمبر 1988 في ألباني في الولايات المتحدة.

## وصلات خارجية
- كليفورد هاريسون على موقع EliteProspects.com (الإنجليزية)
- كليفورد هاريسون على موقع أوليمبيديا (الإنجليزية)